# Libjpeg
libjpeg – biblioteka napisana w języku C, dostarczająca funkcje do kodowania i dekodowania obrazów zapisanych w formacie JPEG. Biblioteka jest rozwijana przez Independent JPEG Group. Jednym z klonów biblioteki libjpeg jest libjpeg-turbo, która dzięki swojej szybkości oraz zgodności z API i ABI biblioteki libjpeg jest obecnie używana jako domyślny pakiet do obsługi formatu JPG m.in. w popularnych dystrybucjach systemu Linux.